# Bóng bàn tại Đại hội Thể thao châu Á 1966
Bóng bàn được tổ chức tại Đại hội Thể thao châu Á 1966 ở Bangkok, Thái Lan. Nội dung thi bóng bàn gồm đội, đôi và đơn dành cho nam và nữ, cũng như đôi hỗn hợp.

## Huy chương giành được
| Nội dung    | Vàng                                                                                 | Bạc                                                                                        | Đồng                                                                            |
| ----------- | ------------------------------------------------------------------------------------ | ------------------------------------------------------------------------------------------ | ------------------------------------------------------------------------------- |
| Đơn nam     | Kim Chung-Yong · Hàn Quốc                                                            | Nobuhiko Hasegawa · Nhật Bản                                                               | Koji Kimura · Nhật Bản                                                          |
| Đơn nam     | Kim Chung-Yong · Hàn Quốc                                                            | Nobuhiko Hasegawa · Nhật Bản                                                               | Houshang Bozorgzadeh · Iran                                                     |
| Đôi nam     | Nhật Bản (JPN) · Hiroshi Takahashi · Keiichi Miki                                    | Nhật Bản (JPN) · Koji Kimura · Nobuhiko Hasegawa                                           | Trung Hoa Dân Quốc (ROC) · Lee Kuo-ting · Yang Cheng-hsiung                     |
| Đôi nam     | Nhật Bản (JPN) · Hiroshi Takahashi · Keiichi Miki                                    | Nhật Bản (JPN) · Koji Kimura · Nobuhiko Hasegawa                                           | Hàn Quốc (KOR) · Kim Chung-Yong · Park Chung-Kil                                |
| Đội nam     | Nhật Bản (JPN) · Nobuhiko Hasegawa · Koji Kimura · Keiichi Miki · Hiroshi Takahashi  | Trung Hoa Dân Quốc (ROC) · Chen Jin-lieh · Lee Kuo-ting · Wong Shan-wu · Yang Cheng-hsiung | Hàn Quốc (KOR) · Cho Chang-Suk · Kim Chee-Hwa · Kim Chung-Yong · Park Chung-Kil |
| Đơn nữ      | Naoko Fukatsu · Nhật Bản                                                             | Noriko Yamanaka · Nhật Bản                                                                 | Choi Jung-Sook · Hàn Quốc                                                       |
| Đơn nữ      | Naoko Fukatsu · Nhật Bản                                                             | Noriko Yamanaka · Nhật Bản                                                                 | Yoon Ki-Sook · Hàn Quốc                                                         |
| Đôi nữ      | Nhật Bản (JPN) · Noriko Yamanaka · Naoko Fukatsu                                     | Hàn Quốc (KOR) · Choi Jung-Sook · Noh Hwa-Ja                                               | Trung Hoa Dân Quốc (ROC) · Lin Hsin-chi · Lou Chiou-chu                         |
| Đôi nữ      | Nhật Bản (JPN) · Noriko Yamanaka · Naoko Fukatsu                                     | Hàn Quốc (KOR) · Choi Jung-Sook · Noh Hwa-Ja                                               | Nhật Bản (JPN) · Sachiko Morisawa · Tsunao Isomura                              |
| Đội nữ      | Nhật Bản (JPN) · Naoko Fukatsu · Tsunao Isomura · Sachiko Morisawa · Noriko Yamanaka | Hàn Quốc (KOR) · Choi Jung-Sook · Jong Hae-Ok · Noh Hwa-Ja · Yoon Ki-Sook                  | Trung Hoa Dân Quốc (ROC) · Lin Hsin-chi · Lou Chiou-chu · Tsan Yin-hsieh        |
| Đôi hỗn hợp | Nhật Bản (JPN) · Koji Kimura · Naoko Fukatsu                                         | Hàn Quốc (KOR) · Kim Chung-Yong · Yoon Ki-Sook                                             | Nhật Bản (JPN) · Keiichi Miki · Noriko Yamanaka                                 |
| Đôi hỗn hợp | Nhật Bản (JPN) · Koji Kimura · Naoko Fukatsu                                         | Hàn Quốc (KOR) · Kim Chung-Yong · Yoon Ki-Sook                                             | Hàn Quốc (KOR) · Park Chung-Kil · Choi Jung-Sook                                |

## Bảng huy chương
| 1    | Nhật Bản (JPN)           | 6 | 3 | 3  | 12 |
| 2    | Hàn Quốc (KOR)           | 1 | 3 | 5  | 9  |
| 3    | Trung Hoa Dân Quốc (ROC) | 0 | 1 | 3  | 4  |
| 4    | Iran (IRI)               | 0 | 0 | 1  | 1  |
| Tổng | Tổng                     | 7 | 7 | 12 | 26 |